# Allobates grillicantus
Allobates grillicantus — вид жаб родини Aromobatidae. Описаний у 2021 році.

## Назва
Назва виду grillicantus перекладається як «пісня цвіркуна» і відноситься до шлюбного сигналу, схожого на сигнал цвіркуна, який випускає цей вид.

## Поширення
Ендемік Бразилії. Поширений у басейні середньої течії річки Тапажос у штаті Пара.